# Aloe eumassawana
Aloe eumassawana é uma espécie de liliopsida do gênero Aloe, pertencente à família Asphodelaceae.